# 28 tháng 2
Ngày 28 tháng 2 là ngày thứ 59 trong lịch Gregory. Còn 306 ngày trong năm (307 ngày trong năm nhuận).

## Sự kiện
- 202 TCN – Sau khi đánh bại Hạng Vũ, Hán vương Lưu Bang xưng đế, sáng lập ra triều Tây Hán, tức Hán Cao Tổ.
- 628 – Vua Ba Tư Khosrau II bị sát hại trong một cuộc binh biến do con là Kavadh II tiến hành.
- 926 – Bột Hải diệt vong khi Quốc vương Đại Nhân Soạn cùng quan lại ra khỏi kinh thành đầu hàng quân Khiết Đan dưới quyền A Bảo Cơ.
- 1077 – Trận Như Nguyệt kết thúc, nhà Lý nước Đại Việt thắng lợi trong kháng chiến chống nhà Tống (Trung Hoa).
- 1845 – Quốc hội Hoa Kỳ thông qua một đạo luật cho phép Hoa Kỳ sáp nhập Cộng hòa Texas, một nước cộng hòa ly khai từ Mexico.
- 1947 – Sự kiện 28 tháng 2: Bất ổn dân sự tại Đài Loan bị trấn áp với tổn thất nhân mạng khoảng 30.000 thường dân.
- 1959 – Việt Nam Dân chủ Cộng hòa tiến hành cuộc đổi tiền với 1000 đồng cũ ăn một đồng mới. Đây là cuộc đổi tiền đầu tiên lần thứ ba sau năm 1945.
- 1972 – Tổng thống Hoa Kỳ Richard Nixon và Thủ tướng Trung Quốc Chu Ân Lai cùng ban bố "Công báo Liên hiệp" tại Thượng Hải.
- 1986 – Thủ tướng Thuỵ Điển Olof Palme bị ám sát trên đường phố Stockholm, gây tác động lớn tại Bắc Âu.
- 1991 – Tổng thống Hoa Kỳ George H. W. Bush tuyên bố ngừng bắn và Kuwait được giải phóng, Chiến tranh vùng Vịnh lần thứ nhất kết thúc.
- 1992 – Thành lập Cơ quan chuyển tiếp của Liên Hợp Quốc tại Campuchia, đây là lần đầu tiên Liên Hợp Quốc đảm nhiệm vai trò quản lý nhà nước.
- 2013 – Giáo hoàng Biển Đức XVI từ vị giáo hoàng của Giáo hội Công giáo Rôma, trở thành giáo hoàng duy nhất từ vị kể từ năm 1415.

## Sinh
- 1817 – Nguyễn Phúc Miên Phú, tước phong Phù Mỹ Quận công, hoàng tử con vua Minh Mạng nhà Nguyễn (m. 1885).
- 1882 – Cường Để, tước phong Kỳ Ngoại hầu, hoàng thân triều Nguyễn, nhà cách mạng Việt Nam. (m. 1951)
- 1906 – Bugsy Siegel, một tay lưu manh nổi tiếng người Mỹ (m. 1947)
- 1928 – Hoàng Việt, nhạc sĩ người Việt Nam (m. 1967)
- 1931 – Gavin MacLeod, diễn viên người Mỹ (m. 2021)
- 1939 – Trịnh Công Sơn, nhạc sĩ người Việt Nam (m. 2001)
- 1947 – Quách Lê Thanh, Ủy viên Ban Chấp hành Trung ương Đảng Cộng sản Việt Nam khóa IX, Đại biểu Quốc hội khóa XI, Tổng Thanh tra Chính phủ nước Cộng hòa Xã hội Chủ nghĩa Việt Nam (m. 2010)
- 1966 – Philip Reeve, tác giả và họa sĩ minh họa sách thiếu nhi người Anh.

## Mất
- 1882 – John Thomas Romney Robinson, nhà thiên văn và nhà vật lý người Ireland (s. 1792)
- 1968 – Nikolai Voronov, nguyên soái, anh hùng Liên Xô (s. 1899)